# Discestra furcula
Discestra furcula là một loài bướm đêm trong họ Noctuidae.